# Morris Peterson
Morris Peterson (Flint (Michigan), 26 de agosto de 1977) é um ex-jogador norte-americano de basquete profissional que atuou na  National Basketball Association (NBA). Foi o número 21 do Draft de 2000.